# Symfonie nr. 36 (Mozart)
Symfonie nr. 36, of Linzer Symfonie, in C Groot, KV 425, is een symfonie van Wolfgang Amadeus Mozart. Hij schreef het stuk aan het einde van 1783 in de Oostenrijkse stad Linz.

## Orkestratie
De symfonie is geschreven voor:
- Twee hobo's.
- Twee fagotten.
- Twee hoorns.
- Twee trompetten.
- Pauken.
- Strijkers.

## Delen
De symfonie bestaat vier delen:
- I Adagio - Allegro spiritoso.
- II Andante.
- III Menuetto.
- IV Presto.

- I. Adagio
- II. Andante
- III. Menuetto
- IV. Presto

## Trivia
Het tweede deel van de Linzer Symfonie was in Nederland van 1981 tot 1992 elke zondagochtend te horen als intromuziek van het tv-praatprogramma Het Capitool.